# 2011년 함부르크 주의회 선거
2011년 2월 20일 제 20대 함부르크 주의회 선거가 실시됐다. 이 선거에서 사민당이 48.3% 득표에 62석(전체 121석)을 확보하면서 제1당이 되었다. 그 외에 기민련과 녹색당, 자민당, 좌파당이 주의회에 진출했다.

## 선거결과

### 선관위 잠정집계
2011년 2월 20일 저녁 함부르크 선관위가 잠정집계한 선거 결과는 다음과 같다.
| 정당         | 득표 | 득표율(%) | 의석 | 의석 점유율(%) |
| ------------ | ---- | --------- | ---- | -------------- |
| 사민당       |      | 48.4      | 62   | 51.2           |
| 기민련       |      | 21.9      | 28   | 23.1           |
| 녹색당       |      | 11.2      | 14   | 11.6           |
| 자민당       |      | 6.7       | 9    | 7.4            |
| 좌파당       |      | 6.4       | 8    | 6.6            |
| 해적당       |      | 2.1       | -    | -              |
| NPD          |      | 0.9       | -    | -              |
| Die Partei   |      | 0.7       | -    | -              |
| FREIE WÄHLER |      | 0.7       | -    | -              |
| ÖDP          |      | 0.3       | -    | -              |
| Rentner      |      | 0.5       | -    | -              |
| Big Hamburg  |      | 0.1       | -    | -              |
| Bü-Mi        |      | 0.2       | -    | -              |

### 18시 출구 조사
출구조사 결과 사민당이 함부르크 주의회 121석 중 63석을 얻는 것으로 조사되어 과반수 이상 의석을 차지하는 것으로 나타났다. 반면 기민련은 2008년 선거에 비해 30석을 잃었다. 녹색당과 자민당, 좌파당이 각각 약진을 하였다. 자유민주당은 5% 최소 봉쇄조항을 넘어 주의회 의석을 가지게 되었다.

## 선거 이전 상황
2008년 2월 28일 실시된 2008년 함부르크 주의회 선거에서 기민련은 과반수 의석에 못 미치는 다수당이 되었다. 기민련은 녹색당과 함께 올레 폰 보이스트를 시장으로 하는 흑록연정을 구성했다. 이는 독일연방과 주에서 시도된 최초의 기민련과 녹색당간의 연정이었다.
연정 구성당시의 시장인 올레 폰 보이스트가 은퇴선언으로 물러나고, 크리스토포 알하우스가 시장으로 취임한 후 기민련-녹색당 연정이 갈등을 빚어왔다. 2010년 11월 28일 녹색당이 연정탈퇴와 조기 선거지지를 선언했다. 그 이후 의회내 다수의 지지가 없는 기민련-단독 정부가 함부르크 주정부를 이끌었다.
사민당 시장 후보인 올라프 숄츠는 기자회견에서 자신 주도하의 적녹연정을 지지한다고 밝힌바 있다.
여러 여론 조사 결과에 의하면 지난 선거에 비해 사민당과 녹색당의 지지율이 높게 나오고 있으며, 기민련의 경우 30%이하의 지지율을 보이고 있다. 좌파당과 자민당의 경우 5% 봉쇄조항을 약간 상회하는 지지율을 보이고 있다. 해적당을 비롯한 기타 정당의 경우 봉쇄조항 이상의 득표는 어려울 것으로 조사됐다.

## 함부르크 주 선거제도
함부르크 주의회 선거제도는 연방이나 다른 주와 마찬가지로 혼합식 비례대표제이다. 의원 정수는 121명으로 71명은 지역구에서 선출하고, 나머지는 주 정당명부로 선출한다. 연방의회나 다른 주의회 선거에서 지역구 의원을 1인 선거구에서 단순다수대표제로 선출하는 데 비해, 함부르크에서는 17개 선거구에서 3-5명씩을 선출하는 중대선거구제를 채택하고 있다. 함부르크 주의회 선거에서는 유권자 1인당 10개의 표가 주어지며, 5개는 주 정당명부에 있는 후보에게, 나머지 5개는 지역구 의원 후보에게 투표를 할 수 있다. 이때 유권자는 한 후보에게 몰아주는 집중투표를 하거나(kumulieren), 여러 정당의 후보에게 나눠서 투표하는 분산투표를 할 수 있다(panaschieren).
지역구 당선자 결정 방법은 우선 각 정당 소속 후보들의 득표수 합의 비율에 따라 정당별 지역구 의석이 결정되며, 정당내의 지역구 당선자는 다 득표순의 결정된다. 주 정당명부(비례대표) 후보에게도 5표로 집중과 분산투표가 가능하며, 별도로 특정후보에 투표하지 않고 정당에 투표하는 것도 가능하다. 의석은 주 정당명부 투표에서 소속 후보와 정당투표의 합을 구한 후 그 비율에 따라 전체 121석을 정당별로 배정한다. 배정된 의석에서 지역구 당선자 수 만큼을 제하고 주 정당명부에서 당선자를 결정한다. 예를 들어 A당이 주 정당명부 투표에서 10%를 득표해서 12석을 배정받고, 지역구에서 7명이 당선되었다면 A당은 정당명부 후보중에서 5명이 당선자가 된다. 정당내에서 주 정당명부 당선자의 결정은 다음과 같이 한다. 정당의 주 정당명부 당선자수를 후보의 개인선호득표와 정당득표의 비율에 따라 각각의 당선자를 정하고, 후보 개인의 선호투표에 의한 당선자는 다득표순으로 결정되며, 정당에 투표한 표는 정당에 사전 제출한 순서에 따라 당선자가 결정된다.
전체 의석 121석을 배정할 때, 유효득표의 5%이상을 득표한 정당에게만 배정된다. 주 정당명부 투표에 의한 의석보다 지역구 당선자가 많은 경우 발생하는 초과의석은 의원 정수를 늘려 인정한다. 연방 의회 선거와 달리 초과의석으로 손해를 보는 정당에게는 보정의석을 배정해서 균형을 맞춘다.
비례대표의 당선자 결정을 정당에 위임하지 않고, 유권자가 직접 영향을 미칠 수 있는 이 제도는 2011년 선거에서 처음 적용되는 것으로, 2004년 주민발안과 주민투표에서 2/3의 찬성을 얻어 도입되었다가 시행되지 않고 집권 기민련에 의해 폐기된 바 있는 선거법을 내용을 거의 계승하고 있다.

## 정당
이 선거에 다음과 같은 정당과 유권자 단체가 참여했다.
| 정당                                                                                     | 약칭         | 선거 참여 지역구 수 | 당원수 | 2008년 | 시장 후보           |
| ---------------------------------------------------------------------------------------- | ------------ | ------------------- | ------ | ------ | ------------------- |
| 독일 기독교 민주연합                                                                     | CDU          | 17                  | 9.500  | 42,6 % | 크리스토프 알하우스 |
| 독일 사회민주당                                                                          | SPD          | 17                  | 10.700 | 34,1 % | 올라프 숄츠         |
| 동맹 90/녹색당의 함부르크 주 당, 함부르크 녹색-대안 명부(Grün-Alternative-Liste Hamburg) | GRÜNE/GAL    | 17                  | 1.883  | 9,6 %  | 안야 하둑           |
| 좌파당 (독일)                                                                            | DIE LINKE    | 17                  | 1.507  | 6,4 %  | 도라 하이엔         |
| 자유민주당 (독일)                                                                        | FDP          | 17                  | 1.350  | 4,8 %  | Katja Suding        |
| 노동과 법치국가, 동물보호, 엘리트지원, 풀뿌리 민주주의 운동을 위한 정당                  | Die PARTEI   | 1                   | 430    | 0,3 %  | Vivien Tharun       |
| 독일 해적당                                                                              | PIRATEN      | 11                  | 453    | 0,2 %  | Claudius Holler     |
| 생태 민주당 – 녹색 대안                                                                  | ÖDP          | 2                   | 50     | 0,1 %  | Verena Häggberg     |
| 혁신과 정의를 위한 동맹                                                                  | BIG Hamburg  | 0                   |        | -      | Yasemin Candan      |
| 시민 중도                                                                                | Bü-Mi        | 0                   | 19     | -      | Mareile Kirsch      |
| 함부르크 자유 유권자                                                                     | FREIE WÄHLER | 5                   |        | -      | Wolf Achim Wiegand  |
| 독일 국가민주당                                                                          | NPD          | 15                  | 140    | -      | Torben Klebe        |
| 독일 연금 생활자당                                                                       | RENTNER      | 1                   | 60     | -      | Ralph Scharsig      |

그외에 1개 유권자단체와 6명의 무소속 후보가 지역구 선거에 등록했다.

## 연정 가능성
현재 여론조사 결과에 의하면 사민당과 녹색당의 적녹연정이 확고한 다수를 점하고 있으며, 가장 실현 가능성이 큰 연정이다. 그 외에 사민당의 단독 정부구성도 여전히 가능성이 있다. 5% 봉쇄조항으로 인해 사민당이 약 46%를 득표하면 단독 정부구성이 가능하다. 기타 여러 형태의 연정이 가능하지만, 알하우스 시장하의 흑록연정의 실패로 기민련과 녹색당의 연정은 배제된 상태다.

## 여론조사
지지 정당에 관한 여론 조사 결과는 아래와 같다.
| 조사기관                | 설문방법    | 날짜       | 기민련 | 사민당 | 녹색당 | 좌파당 | 자민당 | 기타  |
| ----------------------- | ----------- | ---------- | ------ | ------ | ------ | ------ | ------ | ----- |
| GMS                     | 전화        | 2011.02.17 | 25 %   | 43 %   | 15 %   | 6 %    | 5 %    | 6 %   |
| Emnid                   | 전화        | 2011.02.13 | 24 %   | 45 %   | 15 %   | 6 %    | 5 %    | n.a.  |
| Forschungsgruppe Wahlen | 전화        | 2011.02.11 | 23 %   | 46 %   | 14,5 % | 6 %    | 5 %    | 5,5 % |
| Infratest dimap         | 전화        | 2011.02.10 | 23,5 % | 45 %   | 14 %   | 5,5 %  | 5 %    | 7 %   |
| Infratest dimap         | 전화        | 2011.02.02 | 25 %   | 46 %   | 14 %   | 6 %    | 5 %    | 4 %   |
| Trend Research          | 온라인 패널 | 2011.02.01 | 25 %   | 45 %   | 16 %   | 6 %    | 4 %    | 4 %   |
| Infratest dimap         | 전화        | 2011.01.13 | 26 %   | 43 %   | 17 %   | 5 %    | 4 %    | 5 %   |
| Trend Research          | 온라인 패널 | 2010.12.15 | 24 %   | 45 %   | 16 %   | 8 %    | 3 %    | 4 %   |
| Infratest dimap         | 전화        | 2010.12.13 | 22 %   | 43 %   | 19 %   | 7 %    | 4 %    | 5 %   |
| Trend Research          | 온라인 패널 | 2010.12.07 | 22 %   | 45 %   | 17 %   | 7 %    | 3 %    | 6 %   |
| Trend Research          | 온라인 패널 | 2010.12.02 | 24 %   | 44 %   | 17 %   | 7 %    | 4 %    | 5 %   |
| Psephos                 | 전화        | 2010.12.01 | 28 %   | 45 %   | 14 %   | 6 %    | 3 %    | 4 %   |
| Forschungsgruppe Wahlen | 전화        | 2010.12.01 | 22 %   | 41 %   | 21 %   | 7 %    | 4 %    | 5 %   |
| Psephos                 | 전화        | 2010.11.12 | 35 %   | 40 %   | 12 %   | 6 %    | 4 %    | 3 %   |